# 牛頓鎮區 (明尼蘇達州奧特泰爾縣)
牛頓鎮區（英語：Newton Township）是位於美國明尼蘇達州奧特泰爾縣的一個行政鎮區。
牛頓鎮區原名為紐約米爾斯鎮區（New York Mills Township），於1877年設立，1883年改為現稱。

## 地方資料
牛頓鎮區的面積為91.18平方千米，當中陸地面積為90.35平方千米，而水域面積為0.83平方千米。根據2020年美國人口普查的數據，當地共有人口815人，而人口密度為每平方千米8.94人。